# Raymond Gibert-Seigneureau
Raymond Gibert-Seigneureau, né le 21 janvier 1919 à Tours et mort pour la France le 30 juillet 1944 à Hamars, est un militaire français, Compagnon de la Libération. Jeune mécanicien de l'armée de l'air, il décide de se rallier à la France libre au début de la seconde guerre mondiale et participe à des missions de bombardement en Afrique du Nord et en Europe avant d'être abattu par la défense anti-aérienne allemande lors d'une mission au-dessus de la France.

## Biographie

### Jeunesse et engagement
Raymond Gibert-Seigneureau naît le 21 janvier 1919 à Tours. En février 1938, il s'engage dans l'Armée de l'air en tant que mécanicien non navigant et est affecté au Levant au sein du groupe aérien d'observation no 583 (GAO 583).

### Seconde Guerre mondiale
Toujours en poste au GAO 583 au début de la seconde guerre mondiale, il fuit le régime de Vichy en mai 1941 et se rallie à la france libre peu de temps avant la campagne de Syrie. Formé comme radio-mitrailleur à Damas, il rejoint ensuite les rangs du groupe de bombardement Lorraine avec lequel il prend part à la guerre du désert au-dessus de la Libye. À la fin de l'année 1942, envoyé en Angleterre avec le groupe Lorraine, le paquebot qui le transporte est torpillé et les survivants passent deux jours dans des canots de sauvetage avant d'être secourus. Promu sergent-chef en janvier 1943, il effectue un grand nombre de missions de bombardement sur le front de l'Ouest, et notamment dans le ciel français. Il est promu adjudant en juin 1944.
Le 30 juillet 1944, au cours d'une mission de nuit au-dessus de la Normandie, son appareil est touché par la Flak et s'écrase près du village de Hamars, ne laissant aucun survivant. Retrouvé en mai 1945, le corps de Raymond Gibert-Seigneureau est d'abord enterré à Hamars avant d'être réinhumé à Joué-lès-Tours. Il est promu sous-lieutenant et fait compagnon de la Libération à titre posthume.

## Décorations
|  |  |  |

| Compagnon de la Libération À titre posthume, par décret du 16 octobre 1945 | Compagnon de la Libération À titre posthume, par décret du 16 octobre 1945 | Compagnon de la Libération À titre posthume, par décret du 16 octobre 1945 | Médaille militaire | Médaille militaire | Médaille militaire | Croix de guerre 1939-1945 | Croix de guerre 1939-1945 | Croix de guerre 1939-1945 |

## Hommages
- À Hamars, une stèle a été érigée sur les lieux du crash[5].
- À Thury-Harcourt-le-Hom, commune nouvelle à laquelle a été intégrée Hamars, son nom est inscrit sur le monument aux Morts[6].
- Son nom figure sur le monument aux Morts de Joué-lès-Tours[7].